# 普洛韋斯縣 (科羅拉多州)
普洛韋斯县（英語：Prowers County）是美國科羅拉多州東南部的一個縣，東鄰堪薩斯州。面積4,259平方公里。根據美國2000年人口普查，共有人口14,483人。縣治拉馬爾（Lamar）。
成立於1889年4月11日。縣名紀念一位在阿肯色河下游拓荒者領袖約翰·W·普洛韋斯（John W. Prowers）。